# Edgar Stakset
Edgar Stakset (Namdalseid, 30 aprile 1937) è un ex calciatore norvegese, di ruolo difensore.

## Carriera

### Club
Stakset vestì la maglia dello Steinkjer.

### Nazionale
Disputò 26 partite per la Norvegia. Esordì il 28 agosto 1960, in occasione della vittoria per 6-3 contro la Finlandia. Il 20 ottobre 1966, giocò la sua 25ª partita in Nazionale, che coincise con una sconfitta per 3-0 contro la Germania Ovest. Ricevette così il Gullklokka.

## Palmarès

### Individuale
- Gullklokka

1966